# Reeves Bluffs
Die Reeves Bluffs sind eine Reihe nach Osten ausgerichteter Felsenkliffs in der antarktischen Ross Dependency. Sie erstrecken sich etwa 24 km westlich des Kap Murray in den Cook Mountains über eine Länge von rund 13 km. 
Entdeckt wurden sie von Teilnehmern der Discovery-Expedition (1901–1904) unter der Leitung des britischen Polarforschers Robert Falcon Scott, der die Formation „Mount Reeves“ benannte. Das Gebiet wurde eingehender durch das United States Geological Survey vermessen und durch Luftaufnahmen der United States Navy von 1959 bis 1963 erfasst. Das Advisory Committee on Antarctic Names änderte 1965 die ursprüngliche Benennung in die zum geographischen Objekt passendere Form. Namensgeber ist Edward Ayearst Reeves (1862–1945), Navigationsexperte und Verantwortlicher für Landkarten bei der Royal Geographical Society.